# Eleccions legislatives russes de 2021
Les Eleccions legislatives russes de 2021 es van celebrar del 17 al 19 de setembre per escollir els 450 membres de la Duma Estatal. A causa de la pandèmia de la COVID-19, la votació a les eleccions va durar de manera extraordinària aquests tres dies per decisió de la Comissió Electoral Central.
Com les anteriors eleccions al país, van ser considerades fraudulentes amb denúncies d'irregularitats i exclusions d'opositors. Així, va tornar a guanyar per majoria el partit governant Rússia Unida, malgrat perdre una vintena de diputats, que obtindria en la seva majoria el Partit Comunista.

## Enquestes
Des de finals de 2018, el suport al governant Rússia Unida aniria disminuint progressivament, sense que cap formació sortís a priori beneficiada. En la recta final i en campanya electoral, el Partit Comunista esdevindria el vot útil d'oposició.

## Resultats
|                         |                                                     |              |              |              |                  |                  |                  |               |     |  |
| Partits                 | Partits                                             | Proporcional | Proporcional | Proporcional | Circumscripcions | Circumscripcions | Circumscripcions | Escons totals | +/- |  |
| Partits                 | Partits                                             | Vots         | %            | #            | Vots             | %                | #                | Escons totals | +/- |  |
|                         | Rússia Unida (ER)                                   | 28.064.258   | 49,82        | 126          | 25.201.048       | 45,86            | 198              | 324 / 450     | 19  |  |
|                         | Partit Comunista (KPRF)                             | 10.660.599   | 18,93        | 48           | 8.984.506        | 16,35            | 9                | 57 / 450      | 15  |  |
|                         | Partit Liberal Democràtic (LDPR)                    | 4.252.096    | 7,55         | 19           | 3.234.113        | 5,89             | 2                | 21 / 450      | 18  |  |
|                         | Rússia Justa (SRZP)                                 | 4.201.715    | 7,46         | 19           | 4.882.518        | 8,78             | 8                | 27 / 450      | 4   |  |
|                         | Gent Nova (NL)                                      | 2.997.676    | 5,32         | 13           | 2.684.082        | 4,88             | 0                | 13 / 450      | Nou |  |
|                         | Partit Rus dels Pensionistes per la Justícia Social | 1.381.890    | 2,45         | 0            | 1.969.986        | 3,58             | 0                | 0 / 450       | =   |  |
|                         | Iàbloko                                             | 753.280      | 1,34         | 0            | 1.091.837        | 1,99             | 0                | 0 / 450       | =   |  |
|                         | Comunistes de Rússia (KPKR)                         | 715.685      | 1,27         | 0            | 1.639.774        | 2,98             | 0                | 0 / 450       | =   |  |
|                         | Partit Ecològic Rus "Els Verds"                     | 512.420      | 0,91         | 0            | 541.289          | 0,98             | 0                | 0 / 450       | =   |  |
|                         | Rodina                                              | 450.537      | 0,80         | 0            | 829.303          | 1,51             | 1                | 1 / 450       | =   |  |
|                         | Partit Rus de la Llibertat i la Justícia (RPSS)     | 431.559      | 0,77         | 0            | 372.867          | 0,68             | 0                | 0 / 450       | Nou |  |
|                         | Alternativa verda (ZA)                              | 357.855      | 0,64         | 0            | 120.137          | 0,22             | 0                | 0 / 450       | Nou |  |
|                         | Partit del Creixement (PR)                          | 291.483      | 0,52         | 0            | 515.020          | 0,94             | 1                | 1 / 450       | 1   |  |
|                         | Plataforma Cívica (GP)                              | 86.964       | 0,15         | 0            | 386.663          | 0,70             | 1                | 1 / 450       | =   |  |
|                         | Independents                                        |              |              |              | 1.913.578        | 3,48             | 5                | 5 / 450       | 4   |  |
|                         |                                                     |              |              |              |                  |                  |                  |               |     |  |
| Vots vàlids             | Vots vàlids                                         | 55.157.717   | 97,92        |              | 54.366.721       | 96,60            |                  |               |     |  |
| Vots blancs i invàlids  | Vots blancs i invàlids                              | 1.173.291    | 2,08         | 1.913.578    | 3,40             |                  |                  |               |     |  |
| Total                   | Total                                               | 55.331.008   | 100          | 225          | 56.280.299       | 100              | 225              | 450           | =   |  |
| Abstencions             | Abstencions                                         | 52.873.654   | 48,42        |              | 51.950.786       | 48,00            |                  |               |     |  |
| Inscrits / participació | Inscrits / participació                             | 109.204.662  | 51,58        | 108.231.085  | 52,00            |                  |                  |               |     |  |

### Resultats per regió

Rússia Unida
Partit Comunista
LDPR
Rússia Justa
Gent Nova
Partit del Creixement
P. Cívica